# Koncert „Jednego Serca, jednego Ducha”
Koncert „Jednego Serca, Jednego Ducha” – coroczny koncert, organizowany w Rzeszowie, w dniu święta Bożego Ciała. Pomysłodawcą koncertu jest Jan Budziaszek. Pierwsza edycja koncertu odbyła się 19 czerwca 2003 roku. Od samego początku kierownikiem muzycznym wydarzenia jest Marcin Pospieszalski.
Celem koncertu jest promocja muzyki chrześcijańskiej oraz zachęcenie ludzi do czynnego Wielbienia Boga poprzez śpiew, taniec oraz wspólną zabawę. Na koncert do Rzeszowa przyjeżdżają ludzie nie tylko z całej Polski, ale także z zagranicy.
Od roku 2011 koncert transmitowany jest również na żywo w internecie. Telewizyjna transmisja jest nadawana przez Telewizję Trwam.

## Historia koncertów
- 19 czerwca 2003 (8 tys. uczestników)[4]
- 10 czerwca 2004 (ponad 12 tys. uczestników)[4]
- 26 maja 2005 (20 tys. uczestników)[4]
- 15 czerwca 2006 (20 tys. uczestników)[4]
- 7 czerwca 2007 (30 tys. uczestników)[4]
- 22 maja 2008 (10 tys. uczestników)[7]
- 11 czerwca 2009 (25 tys. uczestników)[4]
- 3 czerwca 2010[8] – koncert „Jednego Serca Jednego Ducha” został przeniesiony z podmokłego Parku Sybiraków na parking przed galerią Nowy Świat[9]
- 23 czerwca 2011[10]
- 7 czerwca 2012 – koncert jubileuszowy (10.)
- 30 maja 2013
- 19 czerwca 2014 (ok. 40 tys. uczestników)[4]
- 4 czerwca 2015
- 26 maja 2016 (ok. 20-25 tys. uczestników)
- lipiec 2016 Kraków podczas Światowych Dni Młodzieży na rynku w Krakowie
- 15 czerwca 2017 (ok. 45 tys. uczestników)[11]
- 31 maja 2018 (ok. 40 tys. uczestników)[11][12]
- 20 czerwca 2019 (ok. 50 tys. uczestników)[13]
- 11 czerwca 2020 – z uwagi na zagrożenie epidemiczne koncert odbył się online (ponad 169 tys. wyświetleń w serwisie YouTube – stan na 2021-02-08)[14][15]
- 20 września 2020 – drugi koncert w 2020 r. odbył się w Rzeszowie, lecz z uwagi na zagrożenie epidemiczne liczba uczestników nie mogła przekroczyć 5 tys. osób[16]
- 11 listopada 2020 – koncert "BoguChwała Niepodległej", Koncert był częścią zadania "Dla Niepodległej – Talent, Świadectwo, Koncert" dofinansowanego ze środków Programu "Niepodległa"[17]
- 3 czerwca 2021 – z uwagi na zagrożenie epidemiczne koncert odbył się online oraz w TV Trwam[18]
- 15 sierpnia 2021 – koncert "Stalowa Wola Jednego Serca" zorganizowany na Nadsańskich Błoniach w Stalowej Woli[19]
- 11 listopada 2021 – "Patriotyczna schadzka" w Hotelu Prezydenckim w Rzeszowie[20]
- 16 czerwca 2022 – jubileuszowy XX koncert Jednego Serca, Jednego Ducha"[21][22]
- 8 czerwca 2023 (ponad 20 tys. uczestników)[23]
- 30 maja 2024 (ponad 25 tys. uczestników)[24]
- 19 czerwca 2025 (ponad 20 tys. uczestników)[25]